# The Girl Who Sees Smells
Naemsaereul boneun sonyeo (hangeul : 냄새를 보는 소녀 ; littéralement: La jeune fille qui voit odeurs ; titre international : The Girl Who Sees Smells) est une série télévisée sud-coréenne en seize épisodes de 65 minutes diffusée du 1er avril au 21 mai 2015 sur SBS avec Park Yoochun, Shin Se-kyung, Namgung Min et Yoon Jin-seo. Il est basé sur le Webtoon du même nom par Man Chwi,,,,,.

## Synopsis
En rentrant chez elle, Choi Eun-seol retrouve ses parents assassinés. Profitant du fait que le meurtrier soit distrait, elle s'échappe, mais se fait renverser par une voiture. Les parents de Eun-seol sont retrouvés avec un code-barre gravé sur leur peau, l'oeuvre du "Barcode", un tueur en série. Le détective sur le cas, Oh Jae-pyo se rend compte que Eun-seol, désormais dans un état comateux, est le seul témoin survivant.
Durant cette même nuit, Choi Mu-gak est à l'hôpital pour rendre visite à sa sœur cadette, également nommée Choi Eun-seol, en soin pour blessures légères après un accident de bus. Mais quand il revient au chevet de cette dernière, il la trouve morte avec la gorge tranchée.
Six mois plus tard, Eun-seol sort de son coma. Mais elle n'a aucun souvenir de sa vie avant son réveil, et son œil gauche est devenu vert sans aucune explication scientifique. Elle a également acquis la capacité unique de «voir» les odeurs, et de tracer où le chemin de ceux qu'elle rencontre dû à leur parfums persistants. Pour la protéger, Jae-pyo l'adopte et invente une nouvelle vie pour elle, lui disant qu'il est son vrai père et que son nom est Oh Cho-rim. Six mois passent. Cho-rim est devenue une fille joyeuse qui est accommodée à sa capacité.

## Distribution

### Acteurs principaux
- Park Yoochun : Choi Mu-gak
- Shin Se-kyung : Oh Cho-rim
- Namgung Min : Kwon Jae-hee/Jay Kwon Ford
- Yoon Jin-seo : Yeom Mi

### Acteurs secondaires
- Jung In-gi : Oh Jae-pyo
- Nam Chang-hee : Jo In-bae
- Oh Cho-hee : Eo Woo-ya
- Jung Chan-woo : Wang Ji-bang
- Park Jin-joo : Ma Ae-ri
- Lee Won-jong : Kang Hyuk
- Choi Tae-joon : Détective Yeh
- Jo Hee-bong : Détective Ki
- Kim Byung-ok : préfet de police
- Choi Jae-hwan : Détective Tak
- Jung Hyun-seok : Détective Kim
- Kim Gi-cheon : Kim Joong-in
- Song Jong-ho : Dr Chun Baek-kyung

## Réception
| Nombre d'épisodes | Date de diffusion | Part d'audience moyenne | Part d'audience moyenne     | Part d'audience moyenne | Part d'audience moyenne     |
| Nombre d'épisodes | Date de diffusion | TNmS Ratings            | TNmS Ratings                | AGB Nielsen             | AGB Nielsen                 |
| Nombre d'épisodes | Date de diffusion | Tout le pays            | Région de la capitale Séoul | Tout le pays            | Région de la capitale Séoul |
| ----------------- | ----------------- | ----------------------- | --------------------------- | ----------------------- | --------------------------- |
| 1                 | 1er avril 2015    | 5.6%                    | 7,1 %                       | 5.6%                    | 6.1%                        |
| 2                 | 2 avril 2015      | 6,0 %                   | 6.6%                        | 6,1 %                   | 6,8 %                       |
| 3                 | 8 avril 2015      | 6,6 %                   | 7,1 %                       | 7,0 %                   | 7,9 %                       |
| 4                 | 9 avril 2015      | 7,8 %                   | 8,8 %                       | 7,8 %                   | 8,0 %                       |
| 5                 | 15 avril 2015     | 7,4 %                   | 8,4 %                       | 7,1 %                   | 7,5 %                       |
| 6                 | 16 avril 2015     | 8,5 %                   | 9,8 %                       | 7,5 %                   | 7,7 %                       |
| 7                 | 22 avril 2015     | 7,3 %                   | 8,0 %                       | 8,1 %                   | 8,4 %                       |
| 8                 | 23 avril 2015     | 9,2 %                   | 10,5 %                      | 8,3 %                   | 8,5 %                       |
| 9                 | 29 avril 2015     | 7,9 %                   | 8,5 %                       | 6,8 %                   | 7,0 %                       |
| 10                | 30 avril 2015     | 9,3 %                   | 10,7 %                      | 8,0 %                   | 8,4 %                       |
| 11                | 6 mai 2015        | 8,0 %                   | 9,4 %                       | 7,5 %                   | 8,1 %                       |
| 12                | 7 mai 2015        | 8,6 %                   | 9,8 %                       | 6,9 %                   | 6,7 %                       |
| 13                | 13 mai 2015       | 9,1 %                   | 10,6 %                      | 8,7 %                   | 9,2 %                       |
| 14                | 14 mai 2015       | 10,1 %                  | 11,4 %                      | 9,5 %                   | 9,7 %                       |
| 15                | 20 mai 2015       | 10,9 %                  | 13,5 %                      | 9,6 %                   | 9,5 %                       |
| 16                | 21 mai 2015       | 11.9%                   | 14.4%                       | 10.8%                   | 11.4%                       |
| Moyenne           | Moyenne           | 8,4 %                   | 9,7 %                       | 7,8 %                   | 8,2 %                       |

## Diffusion
- SBS (2015)
- ONE TV ASIA (2015)
- GTV (depuis le 2 juillet 2015)

### Sources
- (en) Cet article est partiellement ou en totalité issu de l’article de Wikipédia en anglais intitulé « The Girl Who Sees Smells » (voir la liste des auteurs).